# ۱۲ راند (فیلم)
۱۲ راند (به انگلیسی: 12 Rounds) فیلمی محصول سال ۲۰۰۹ آمریکا به کارگردانی رنی هارلین است. در این فیلم بازیگرانی همچون جان سینا، استیو هریس، اشلی اسکات، گونزالو مندز، آیدان گیلن، برایان جی. وایت و تایلور کول ایفای نقش کرده‌اند.

## خلاصه داستان
یک افسر پلیس (جان سينا) بعد آز دستگیری یک مجرم خطرناک ترفیع درجه می‌گیرد و بازرس می‌شود ولي بعد آز آنکه ان مجرم آز زندان فرار می‌کند همسر او را گروگان می‌گیرد و آز او می خواهد دوازده مرحله سخت‌ را پشت سر بگذارد تا همسر خود را سالم ببیند